# 戦後秘話 宝石略奪
『戦後秘話 宝石略奪』（せんごひわ ほうせきりゃくだつ）は、1970年6月4日に公開された日本の映画。100分。監督は中島貞夫、主演は菅原文太。

## スタッフ
- 監督：中島貞夫
- 企画：俊藤浩滋、吉野誠一、安斉昭夫
- 原作：菅原通済（本編にも出演）
- 脚本：中島貞夫、金子武郎
- 撮影：山沢嘉一
- 録音：広上益弘
- 照明：大野忠三郎
- 美術：中村修一郎
- 音楽：河辺公一
- 編集：長沢嘉樹
- 助監督：深町秀熙
- 擬斗：日尾孝司
- 進行主任：清河朝友
- 装置：吉田喜義
- 装飾：上原光雄
- 記録：山之内康代
- 現像：東映化学
- 協力：三悪追放協会

## 出演者
- 山田慎一：菅原文太
- 宗大人：若山富三郎
- 道斉老人：菅原通済
- 関正直：小池朝雄
- 静子／山田絹子：橘ますみ
- 売春婦：賀川雪絵
- 村山松子：松井康子
- マカオの女：夏珠美
- マダム井上：八代万智子
- 大原大伍郎：小松方正
- 中村潔：高城淳一
- 吉岡光夫：中田博久
- 森武：室田日出男
- 偽黒木：戸浦六宏
- 福原誠：八名信夫
- 瀬良明
- 久保一
- 安城由貴
- 片山滉
- 河合絃司
- 関山耕司
- 相馬剛三
- 三重街恒二
- 時田：小林稔侍
- 山田甲一
- 小林千枝
- 梶原真由美
- 佐川二郎
- 坂井一郎：仲塚康介
- 伊達弘
- 滝島孝二
- 下土井澄雄
- 越智吾一
- 五野上力
- 鈴木健之
- 山本緑
- 谷本小代子
- 田内加代子
- アンドレ・ヒューズ
- チャールズ・シームス
- 孫洪涛
- ナレーション：神太郎
- 黒木鉄也：丹波哲郎
- 岡村弥六：片岡千恵蔵

## 映像ソフト
1991年3月22日に東映ビデオからビデオソフト（VHS）化されたが廃盤、現在はDVD化はされてない。

## 同時上映
『男の勝負』
- 原作：紙屋五平 / 監修：マキノ雅弘 / 脚本：鳥居元宏、中島貞夫 / 監督：中島貞夫 / 主演：村田英雄
- 1966年公開作のリバイバル。

| スタブアイコン | サブスタブ | この項目は、まだ閲覧者の調べものの参照としては役立たない、映画に関連した書きかけの項目です。この項目を加筆・訂正などしてくださる協力者を求めています（P:映画/PJ:映画）。 |